# Lac des Îles, Grandes-Piles
Lac des Îles är en sjö i Kanada.   Den ligger i regionen Mauricie och provinsen Québec, i den sydöstra delen av landet, 270 km nordost om huvudstaden Ottawa. Lac des Îles ligger 241 meter över havet. Arean är 0,37 kvadratkilometer. Den sträcker sig 0,8 kilometer i nord-sydlig riktning, och 1,0 kilometer i öst-västlig riktning.
I omgivningarna runt Lac des Îles växer i huvudsak blandskog. Runt Lac des Îles är det glesbefolkat, med 11 invånare per kvadratkilometer.